# قرصنة عبر الإنترنت
قرصنة المحتوى أو القرصنة عبر الإنترنت (بالإنجليزية: Online Piracy)‏ هي القيام بتنزيل وتوزيع الأعمال المحمية بحقوق الطبع والنشر رقميًا دون إذن، مثل الموسيقى أو الأفلام أو البرامج. مصطلح القرصنة جاء قبل الإنترنت، لكن شعبيتها نشأت جنبًا إلى جنب مع الإنترنت. على الرغم من كونها غير قانونية بوضوح في العديد من البلدان المتقدمة، لا تزال القرصنة على الإنترنت تمارس على نطاق واسع، نظرًا لسهولة القيام بها، والأخلاق التي غالبًا ما تكون وراءها، والوصول إلى الملفات التي عادةً ما تكلف المال. و من أكثر البرامج تعرضًا للقرصنة هي البرامج الصادرة من برمجيات أدوبي ومجموعة برامج مايكروسوفت أوفيس.

## بداية القرصنة
انتشر قرصنة المحتوى عبر الإنترنت في بداية التسعينات بواسطة نابستر، وهي خدمة إلكترونية تتيح للمستخدمين مشاركة الموسيقى دون إعارة اهتمام لحقوق الطبع والنشر مما أدى إلى إغلاق الخدمة من قِبَل صناع الموسيقى.

## إجراءات قانونية تجاه القرصنة
قانون وقف القرصنة على الإنترنت
في عام 2011، اقترح لامار سميث على الكونغرس الأمريكي بحجب كافة المواقع التي تنشر محتوىً محمي بحقوق الطبع والنشر بحذف الموقع بلا رجعة مع إمكانية سَجن صاحب الموقع لمدة خمس سنوات كحد أقصى.
أثار اقتراح القانون الذعر بين مستخدمي الإنترنت خصوصًا في الولايات المتحدة ومسؤولي المواقع الإلكترونية لصرامة القانون كما أنه سيمثل عبئًا على المستخدم، وقامت بعض المواقع العالمية مثل جوجل وويكيبيديا وموقع المشاع الإبداعي بالاحتجاج على القانون نظرًا لأن ذلك سيؤدي إلى إعاقة موقعهم، وقام لامار سميث بالتراجع عن الاقتراح.